# پاک بوی

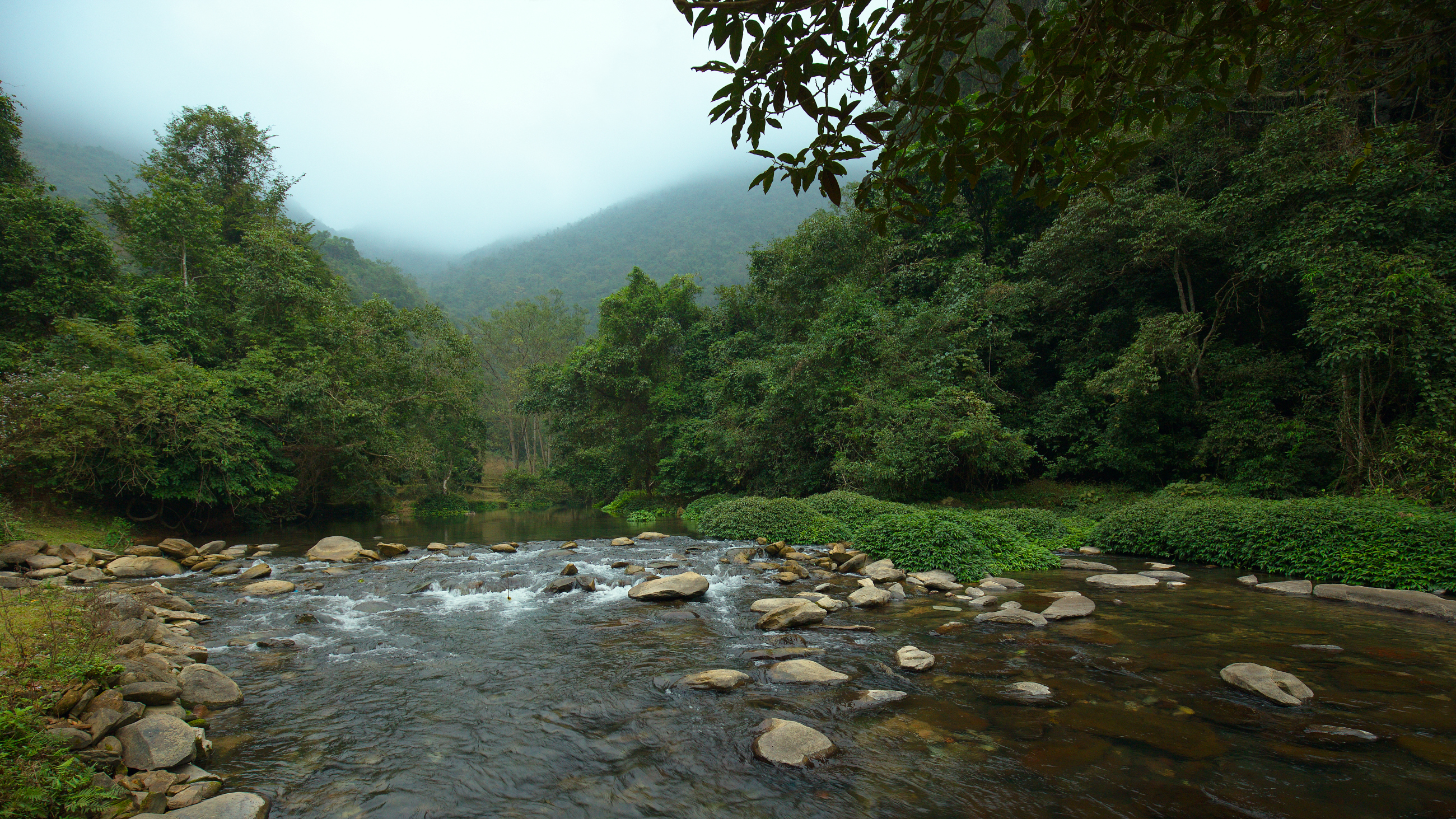
رودخانه لن نین در منطقه گردشگری پاک بوی در نزدیکی غار

پاک بوی (انگلیسی: Pác Bó) یک روستای کوچک در ویتنام است که در کائو بانگ قرار دارد. این روستا در شمال ویتنام و در ۳ کیلومتری از نوار مرزی چین قرار دارد.